# Superpotenza
     Stati Uniti d'America
     Cina
     Unione europea
     India
     Russia

Attuale unica superpotenza
Stati Uniti d'America
Potenziali superpotenze—secondo vari studiosi di geopolitica
Cina
Unione europea
India
Russia

Il termine superpotenza, nel linguaggio storiografico e giornalistico, è stato usato, a partire dalla seconda metà del XX secolo, per indicare uno Stato che, nelle relazioni internazionali, esercita una influenza in grado di condizionare le scelte degli altri Paesi grazie ad un'ampia potenza economica, politica e militare e che esercita questa sua forza per orientare a proprio favore le relazioni internazionali stesse.
Ad oggi l'unica attuale superpotenza, secondo Samuel P. Huntington, sono gli Stati Uniti d'America.

## Definizione
Non basta essere una grande potenza per poter ergersi al rango di superpotenza: Spagna e Francia sono due esempi di Stati che, in diversi periodi storici, pur essendo state le nazioni più forti dell'Europa, non raggiunsero lo status di superpotenza.
Nella storia delle relazioni internazionali il termine superpotenza è stato riservato solo agli Stati Uniti d'America ed all'Unione Sovietica, che, nel secondo dopoguerra e fino al termine della Guerra fredda, hanno esercitato, grazie ai loro sistemi di alleanze, agli enormi arsenali nucleari ed alla grande base industriale, il predominio militare, politico, economico e ideologico mondiale.
Alcuni commentatori utilizzano il termine "superpotenza potenziale" per designare quelle entità politiche che si ritiene possano diventare una superpotenza nel corso del XXI secolo.  Questo termine è stato applicato da alcuni ad Unione europea, Cina, Russia e India.

## Storia

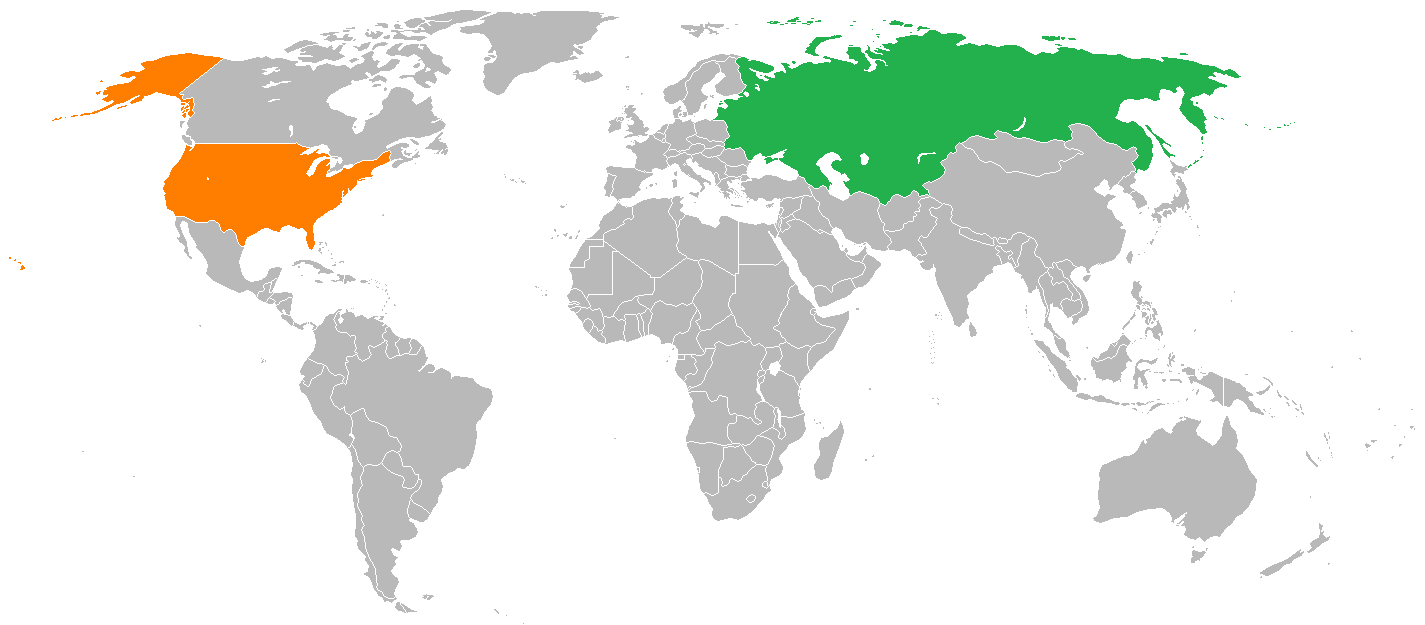
Le due superpotenze della guerra fredda: in arancione gli Stati Uniti d'America, in verde l'Unione Sovietica.

Il termine venne adoperato per la prima volta per indicare l'Impero britannico  che al momento del suo apogeo (primi decenni del Novecento) si elevava molto al di sopra delle altre tradizionali Grandi Potenze europee; la questione tuttavia è ancora dibattuta tra gli storici, poiché l'egemonia britannica era esercitata quasi unicamente grazie alla netta superiorità della marina, mentre dal punto di vista economico, demografico e militare Germania e Francia avevano poco da invidiare agli inglesi. Il termine Superpotenza quindi venne utilizzato soprattutto dopo la seconda guerra mondiale e durante la Guerra Fredda, per indicare gli Stati Uniti e l'Unione Sovietica, vale a dire le due Potenze che polarizzarono in due blocchi contrapposti le relazioni internazionali nel corso della seconda parte del Novecento.

### Nell'antichità ed epoca moderna
Sebbene non venga comunemente utilizzata come definizione nel mondo antico e nel medioevo, si può vedere, con uno sguardo più attento, che dei prototipi di Superpotenze esistevano sin dall'antichità: prima fra tutte fu l'Impero romano, che, per più di tre secoli, costituì la principale potenza egemonica in Africa ed Europa e la prima forza militare al mondo. Altre superpotenze del mondo antico possono essere identificate in Cartagine, Atene, Impero macedone, Sparta, Dinastia Qing ed Antico Egitto.
Durante il Medioevo, la prima superpotenza ad apparire fu il Sacro romano Impero, che si impose per secoli come la più grande potenza europea ed il fulcro della religione cattolica mondiale, con il Papa e l'Imperatore visti come le figure più influenti al mondo. Successivamente, con l'avvento del colonialismo, vi fu una notevole bipartizione della potenza coloniale e dei fulcri d'influenza: sia Portogallo che Spagna erano riusciti a fondare dei propri imperi coloniali in Africa ed America Latina, che li fecero imporre come le uniche due Superpotenze, scavalcando il Sacro Romano Impero.
Nell'epoca moderna, la Gran Bretagna vide un aumento esponenziale della sua potenza economica e militare, grazie soprattutto alla fondazione da parte del Regno di varie colonie in tutti i continenti eccetto per l'Antartide. Col tempo,
l'Impero britannico divenne la potenza navale e commerciale per eccellenza per quasi 2 secoli, ed esercitò una forte influenza culturale in tutto il mondo, ponendosi come leader dell'industria e dello sviluppo del genere umano. A partire dall'800, il potere britannico divenne sempre meno incontrastato: gli Stati Uniti d'America, diventati indipendenti decenni prima, stavano rafforzando notevolmente la loro economia, e la Francia, storica rivale del Regno Unito e grande potenza europea, si stava rapidamente trasformando in un Impero grazie al generale Napoleone Bonaparte, che conquistò facilmente buona parte dell'Europa. Inoltre, con l'unificazione della Germania e la nascita dell'Impero tedesco, l'Impero britannico venne spodestato dal suo status di Superpotenza in favore della rinata Germania che, con l'avvento al trono imperiale di Guglielmo II, divenne anche la prima potenza mondiale. Anche con la sconfitta della Germania, tuttavia, l'Impero vide il suo predominio economico venir lentamente strappato dagli USA, e con la crisi economica del '29, l'Europa e le Americhe vennero profondamente scosse.
Con la perdita del predominio britannico sul mondo, emersero nuove superpotenze: la Germania, grazie ad Adolf Hitler, passò da uno stato in rovina ad una vasta nazione con la più potente economia ed un esercito dalla forza mai vista prima, che andò vicina a sottomettere e conquistare tutta l'Europa durante la Seconda guerra mondiale. Inoltre, a seguito della Rivoluzione russa, nacque l'Unione Sovietica, che surclassò la Germania a fine seconda guerra mondiale, emergendo come prima potenza eurasiatica e riuscendo a sottomettere gran parte del mondo orientale sotto il dominio comunista, mentre gli USA, risorti dalla guerra come potenza industriale mondiale, riuscirono a sostituire il Regno Unito come leader del continente Europeo, dando il via a quella che viene chiamata guerra fredda, ovvero un periodo di forte tensione tra Stati Uniti ed Unione Sovietica che rischierà più volte di sfociare in un terzo conflitto mondiale, e che terminerà con la dissoluzione dell'URSS e l'affermazione degli Stati Uniti come superpotenza mondiale.

### Le superpotenze durante la guerra fredda
|                   | Unione Sovietica | Stati Uniti |
| ----------------- | --- | --- |
| Demografia        | Aveva una popolazione di 286,7 milioni di abitanti nel 1989, al terzo posto al mondo dopo la Cina e l'India. | Aveva una popolazione di 248,7 milioni di abitanti nel 1990, al quarto posto al mondo. |
| Geografia         | Il più esteso Stato al mondo con una superficie di 22.270.000 km² | Il quarto Stato più esteso al mondo, dopo Unione Sovietica, Canada e Cina, con una superficie di 9.526.468 km². |
| Economia          | Prodotto interno lordo di 2.900 miliardi di dollari nel 1990. La seconda più grande economia del mondo. Grandi risorse minerarie e fonti di energia. Nel complesso praticamente autosufficiente con piccole quantità di importazioni; insufficiente sfruttamento delle risorse in particolare nell'agricoltura. La teoria economica marxista applicata in Unione Sovietica assegnava la priorità alla produzione industriale organizzata da strutture statali centralizzate che peraltro dimostravano notevole inefficienza. Il sistema dei piani quinquennali veniva utilizzato per raggiungere specifici obiettivi economici. Importante ricerca scientifica e tecnologica, favorita anche da attività di spionaggio all'estero; grande potenza spaziale in grado di inviare nel 1957 il primo satellite artificiale nello spazio (Sputnik) e nel 1961 il primo cosmonauta (Jurij Gagarin). Vantaggi economici concreti come il pieno impiego, le cure mediche gratuite e l'istruzione scolastica gratuita erano in teoria garantiti a tutti i cittadini. Questo sistema economico era applicato anche negli Stati satellite dell'Europa centrale e orientale. | Prodotto interno lordo di 5.200 miliardi di dollari nel 1990. La più grande economia del mondo. Economia capitalistica basata sul sistema della domanda e dell'offerta secondo le leggi del libero mercato; produzione determinata dalle richieste dei consumatori, anche se erano presenti crescenti ineguaglianze sociali. Enorme base industriale e un grande e moderno settore agricolo-alimentare. Grande volumi di importazioni ed esportazioni. Grandi risorse naturali di minerali, metalli, fonti di energia e legname. Grande ricerca e sviluppo tecnologico, con importanti e costanti innovazioni; grande potenza spaziale in grado di inviare missioni con astronauti sulla Luna. Alto livello di vita della popolazione con ampia disponibilità di beni di consumo. Sede della maggior parte delle più grandi imprese globali multinazionali. La moneta, il dollaro statunitense, costituiva il valore di riserva correntemente utilizzato nell'economia mondiale sulla base degli accordi di Bretton Woods. Inserito con un ruolo predominante nel sistema delle sette maggiori economie mondiali. Supporto alle economie dei paesi alleati con vari programmi di sviluppo come il piano Marshall. |
| Politica          | Potente stato comunista formato dalla federazione di 15 Repubbliche sovietiche. Collegamento con altri partiti comunisti e con movimenti anti-colonialisti. Seggio permanente al Consiglio di sicurezza delle Nazioni Unite. | Potente stato capitalista con una costituzione repubblicana federale. Seggio permanente al Consiglio di sicurezza delle Nazioni Unite. |
| Relazioni estere  | Stretti collegamenti con i Paesi dell'Europa centrale e orientale e alcuni dell'America Latina, del Sud-Est asiatico e dell'Africa. Fino al 1961 trattato di alleanza con la Cina comunista. Sostegno ad altri Paesi comunisti e socialisti. | Stretti collegamenti con i Paesi dell'Europa occidentale, dell'America latina, del Commonwealth e dell'Asia orientale e Israele. Sostegno alle democrazie e alle dittature anti-comuniste. |
| Apparato militare | Possedeva il più grande esercito e le più grandi forze aeree del mondo; la marina era la seconda al mondo. Spesa militare di 267 miliardi di dollari nel 1985. Durante la seconda parte della Guerra fredda, possedeva il più grande arsenale di armi nucleari al mondo. Organizzazione del Patto di Varsavia con gli Stati satellite dell'Europa centrale e orientale. Rete di informazioni e spionaggio mondiale diretta dal GRU e dal KGB. Collegamenti con gruppi di guerriglia e paramilitari diffusi nel mondo. Grande complesso militare industriale con enorme produzione di armamenti e loro distribuzione globale. | La più alta spesa militare al mondo (314 miliardi di dollari nel 1986), con la più grande marina al mondo, superiore alla somma delle successive tredici marine mondiali,, esercito e forze aeree uguagliate solo da quelli dell'Unione Sovietica. Possedeva basi militari in tutto il mondo, in particolare in un "anello" quasi completo intorno al Patto di Varsavia, a ovest, sud e est. Il più grande arsenale al mondo di armi nucleari nella prima fase della Guerra fredda. Potente alleanza militare con l'Europa occidentale (NATO), tra cui Francia e Gran Bretagna, dotate di un loro deterrente nucleare. Rete di informazioni e spionaggio globale, attraverso la CIA e la DIA. Collegamenti con gruppi di guerriglia e paramilitari anti-comunisti in sviluppo nel mondo. Grande complesso militare industriale con enorme produzione di armamenti attraverso contratti con industrie private della difesa; cooperazione con le industrie dei paesi alleati; vendita globale di armamenti. |
| Media             | Controllo e censura sulla stampa. Promozione, attraverso l'uso della propaganda sovietica, degli ideali comunisti e socialisti a favore della cooperazione dei lavoratori di tutto il mondo che avrebbero dovuto unirsi per abbattere la società capitalistica e la cosiddetta "dittatura della borghesia" e sostituirle con la società comunista che prevedeva la proprietà collettiva di tutti i mezzi di produzione. | Conservazione delle garanzie costituzionali di libertà di parola e di stampa, anche se l'accentuarsi della guerra fredda condusse a un certo livello di censura, in specie durante la guerra del Vietnam e il periodo del maccartismo nel corso del quale la censura fu particolarmente pesante. |
| Cultura           | Grandi tradizioni nella letteratura, musica classica, cinema e balletto. Grande potenza sportiva; vincitrice di un gran numero di medaglie nei Giochi olimpici (benché lo sport fosse in teoria praticato solo a livello dilettantistico). | Importanti tradizioni e influenza culturale dominante nel mondo nel campo della musica, letteratura, cinema, televisione, arte e moda. Grande potenza sportiva, vincitrice di un gran numero di medaglie nei Giochi olimpici. Sport professionistico. |